# Kloster Lehnin (település)
Kloster Lehnin település Németországban, azon belül Brandenburgban. Lakosainak száma 11 355 fő (2023. december 31.). Kloster Lehnin Planebruch és Golzow (Mittelmark) községekkel határos.

## Közigazgatás
14 településrész letezik:
- Damsdorf, ide tartozik: Bochower Plan
- Emstal (1937-ig: Schwina)
- Göhlsdorf, ide tartozik: Ausbau
- Grebs
- Krahne, ide tartozik: Rotscherlinde
- Lehnin, ide tartozik: Forsthaus Rädel, Großheide, Heidehaus, Kaltenhausen és Mittelheide; 3106 lakosával (2014. január 1-jén) a község legnagyobb része
- Michelsdorf
- Nahmitz, ide tartozik: Akazienhof, Doberow és Heidehof
- Netzen, ide tartozik: Am See
- Prützke
- Rädel, ide tartozik: Gohlitzhof
- Reckahn, ide tartozik: Meßdunk
- Rietz, ide tartozik: Rietzer Berg
- Trechwitz, ide tartozik: Trechwitz Siedlung

## Galéria

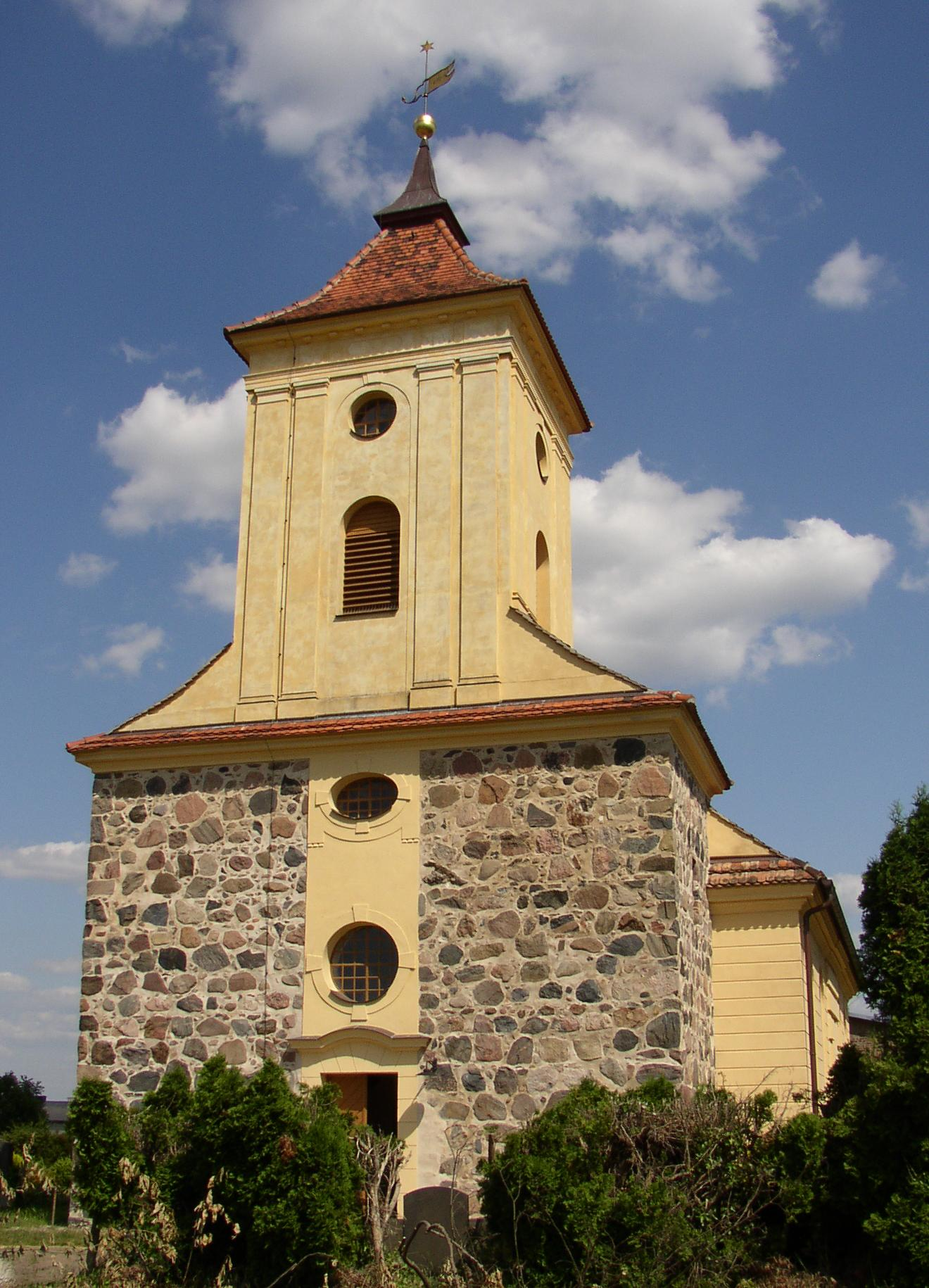
Damsdorf
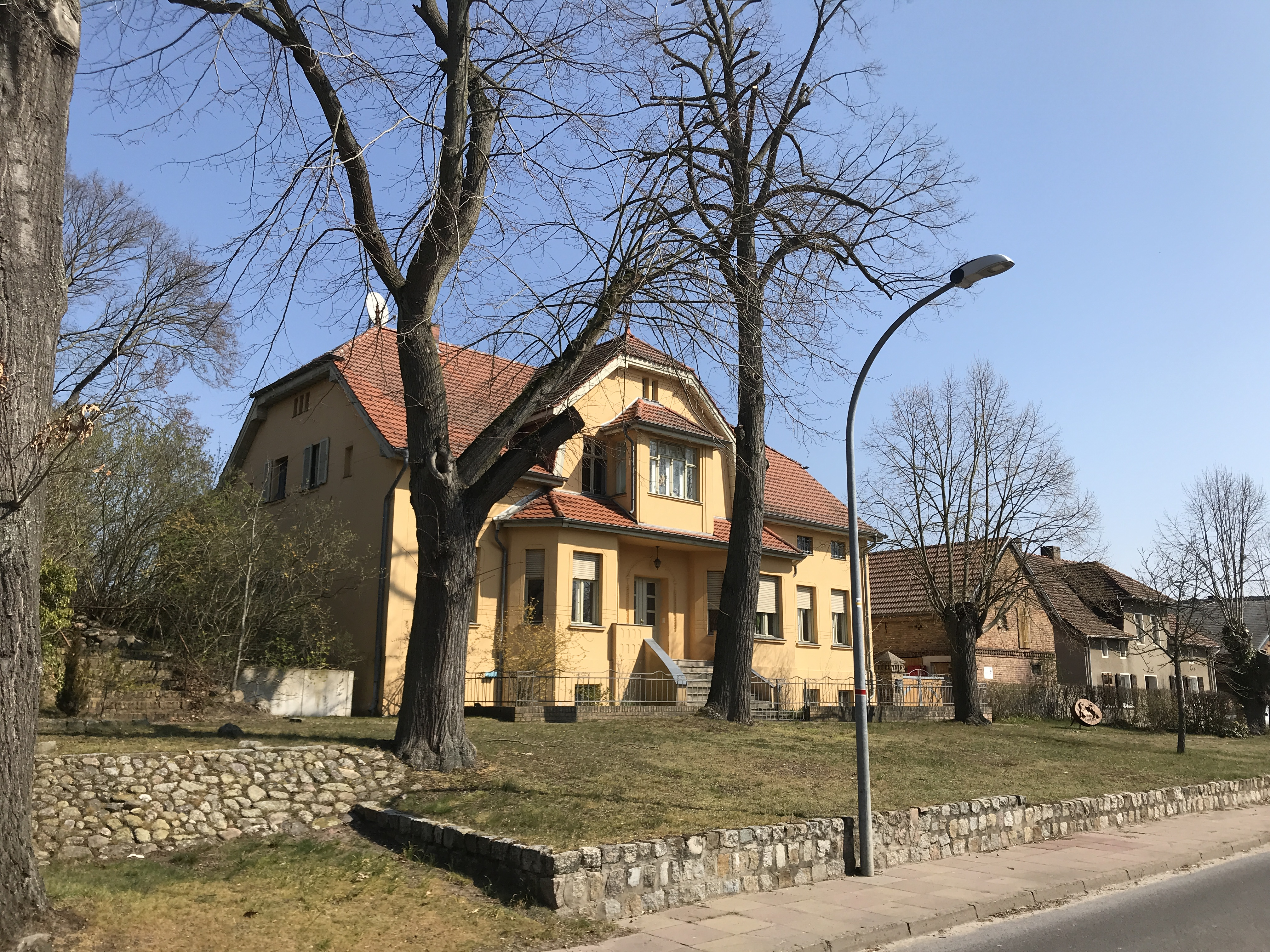
Emstal
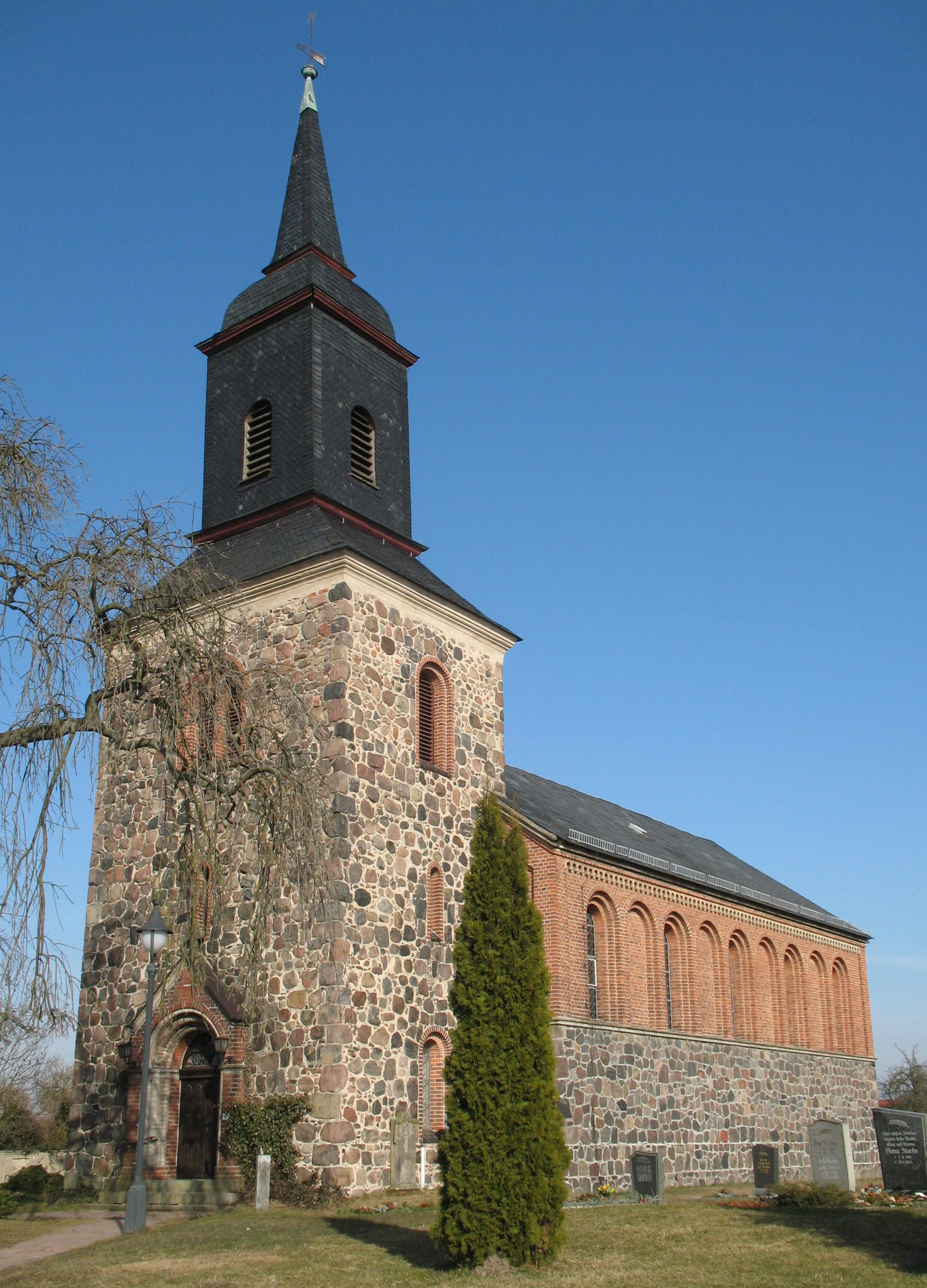
Goehlsdorf
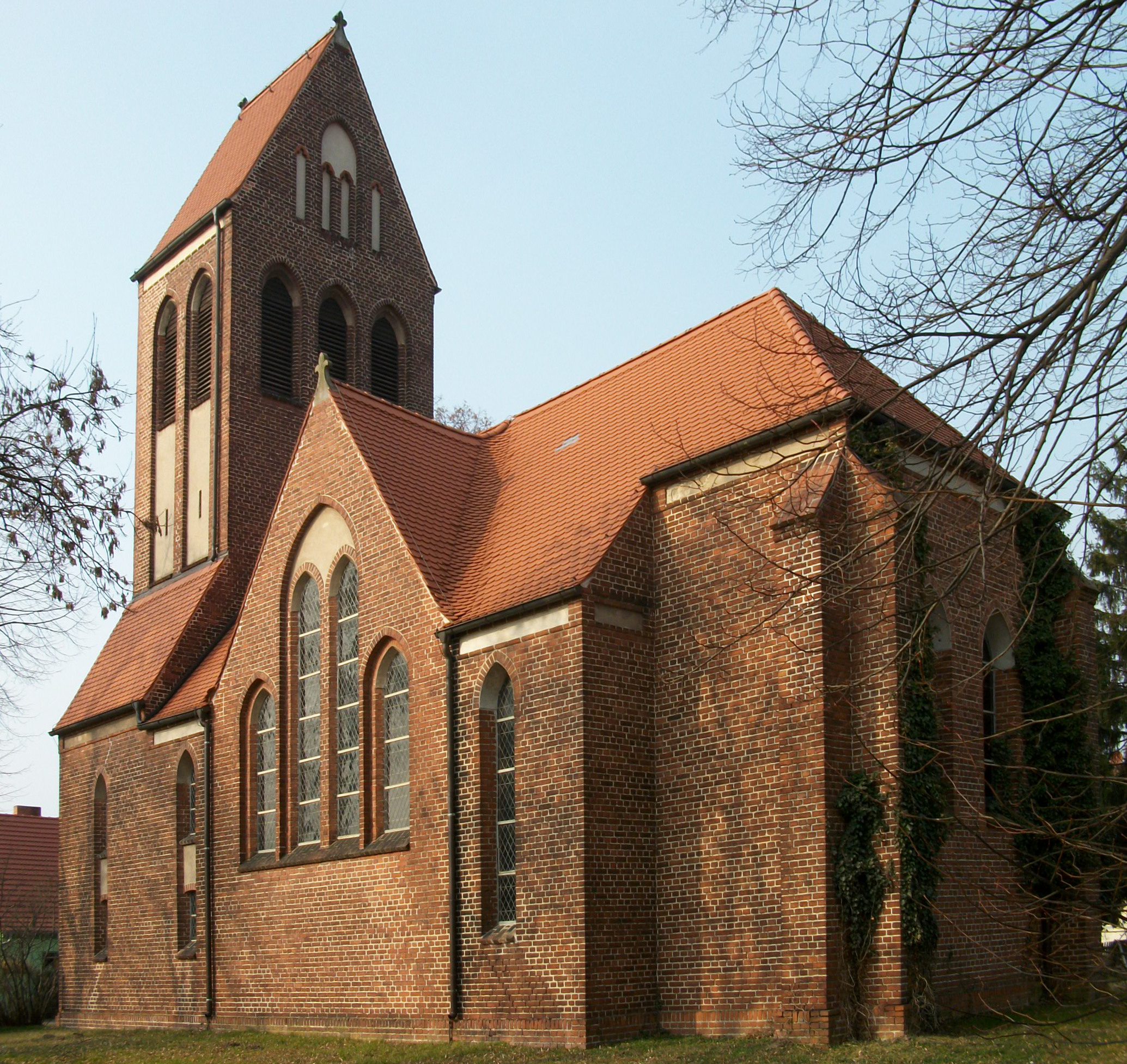
Grebs
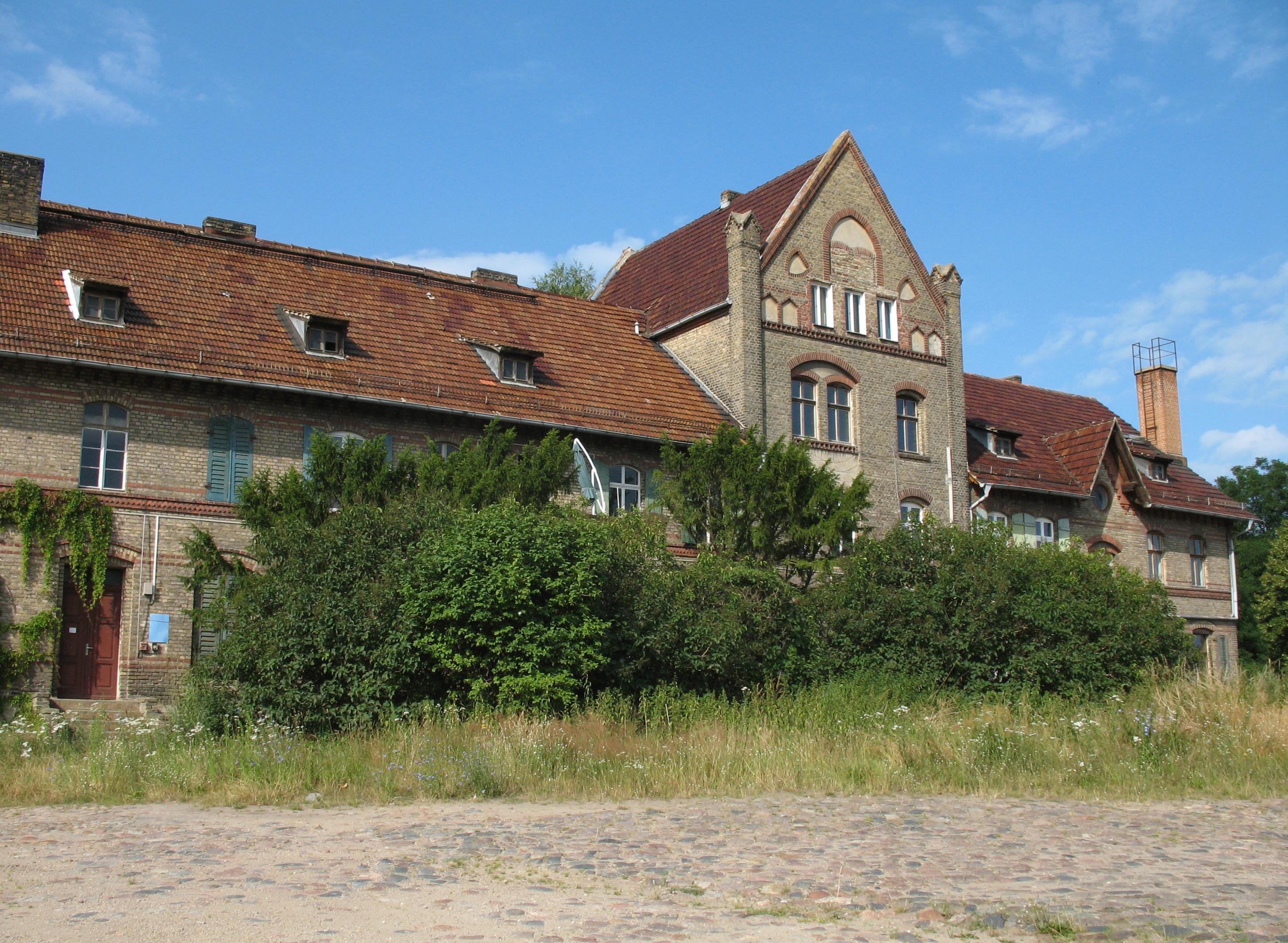
Krahne
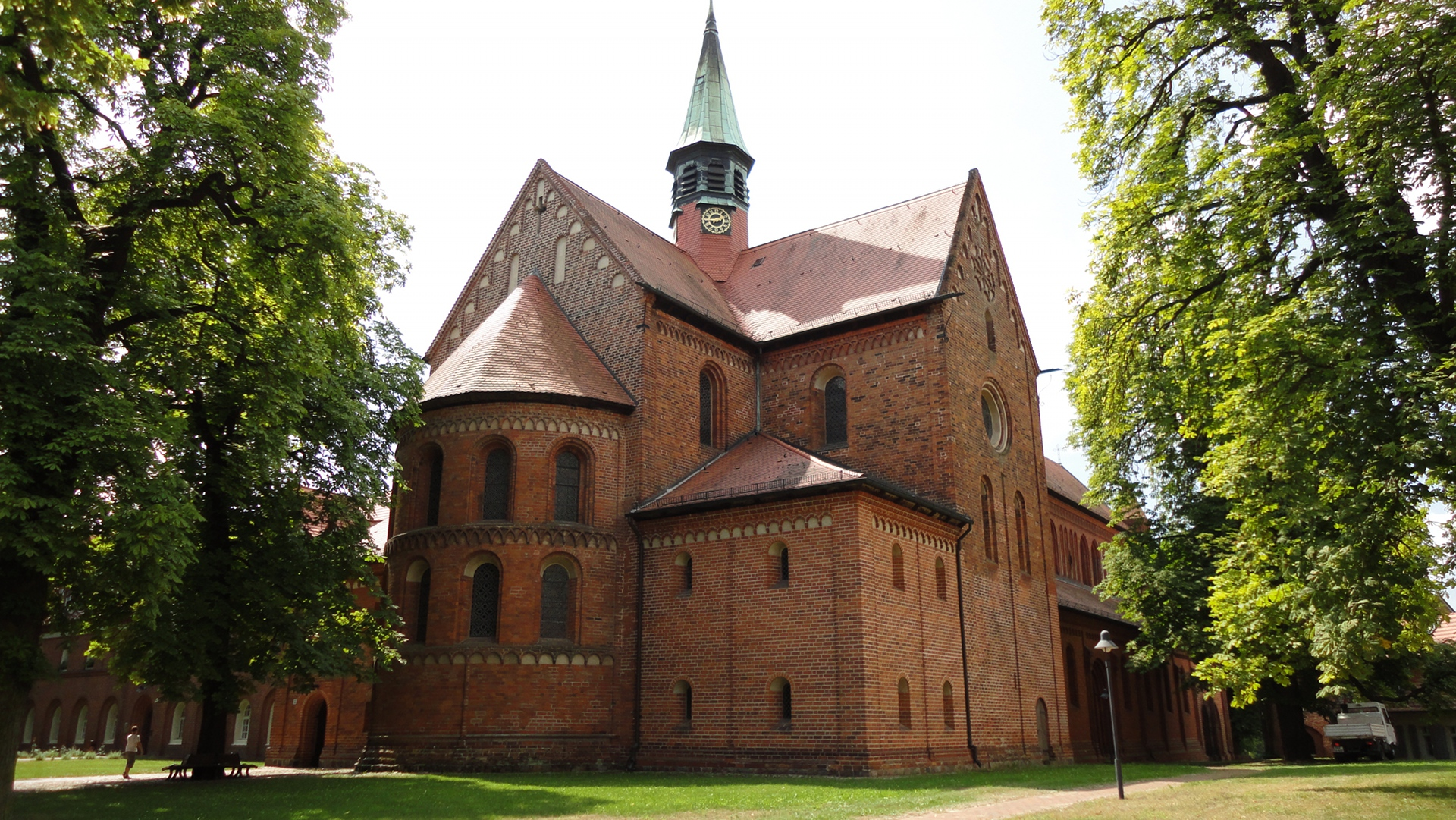
Lehnin
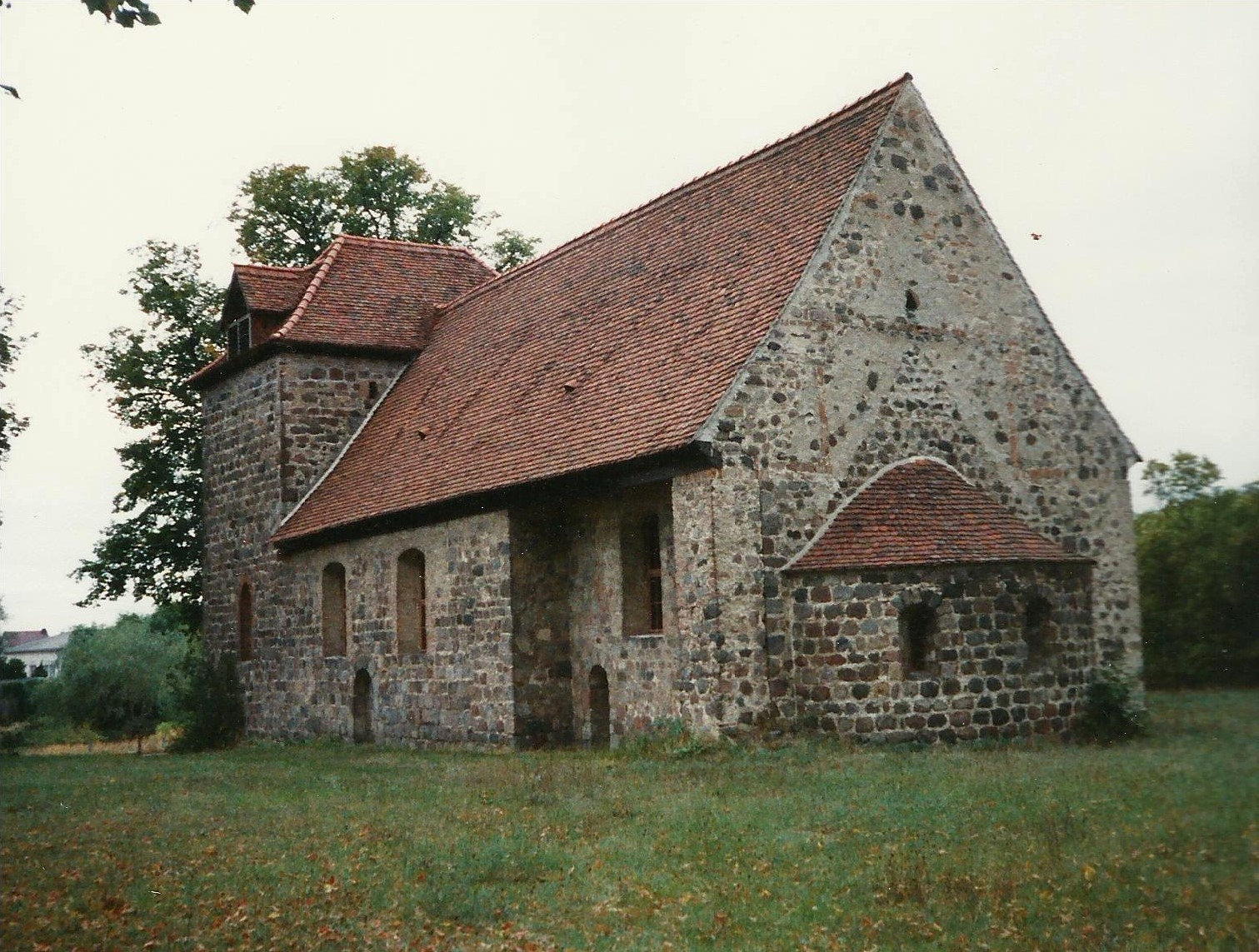
Michelsdorf
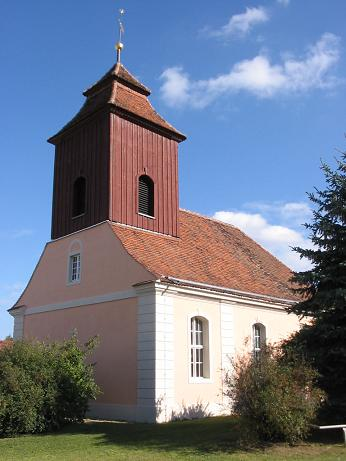
Nahmitz
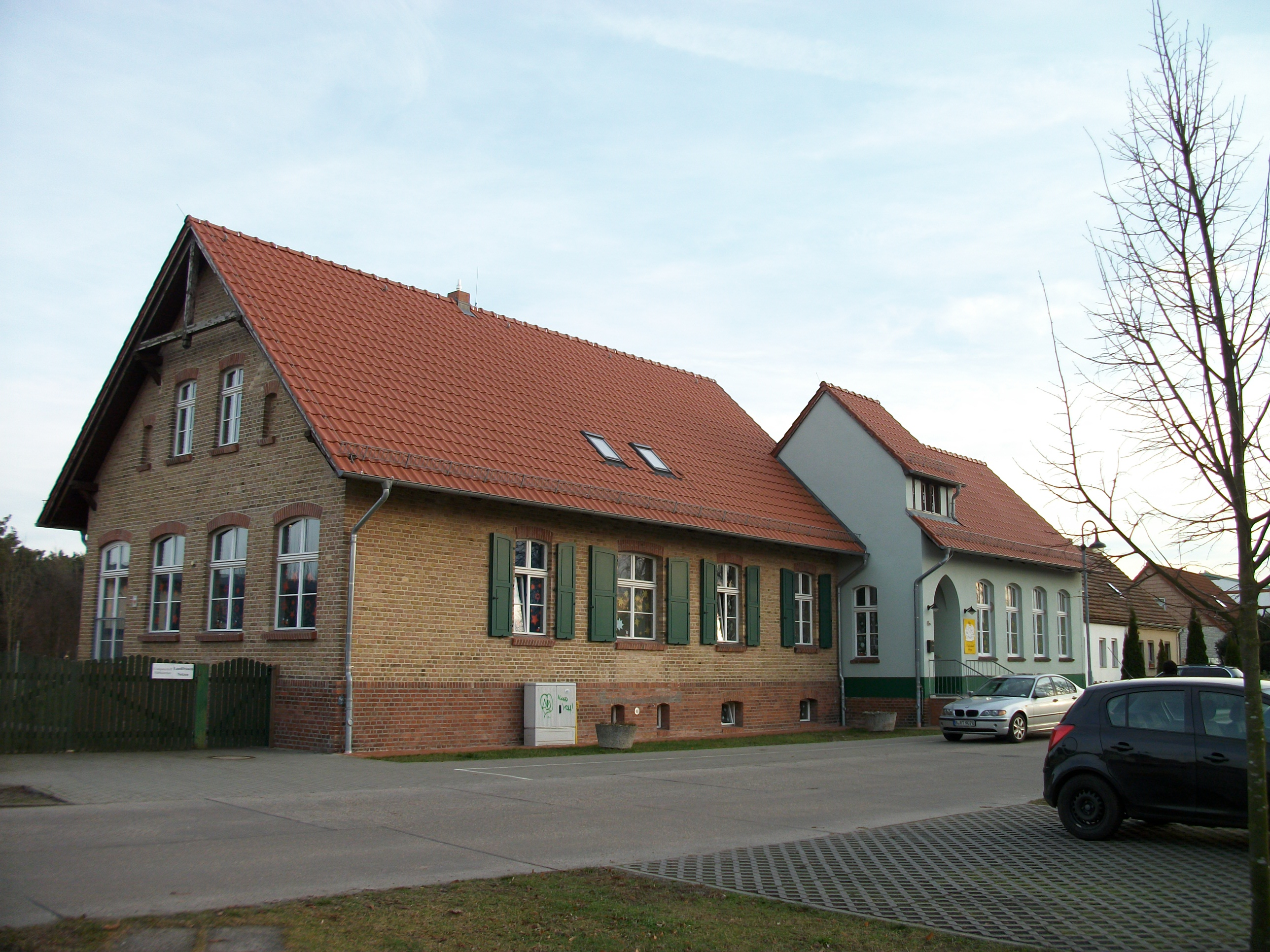
Netzen
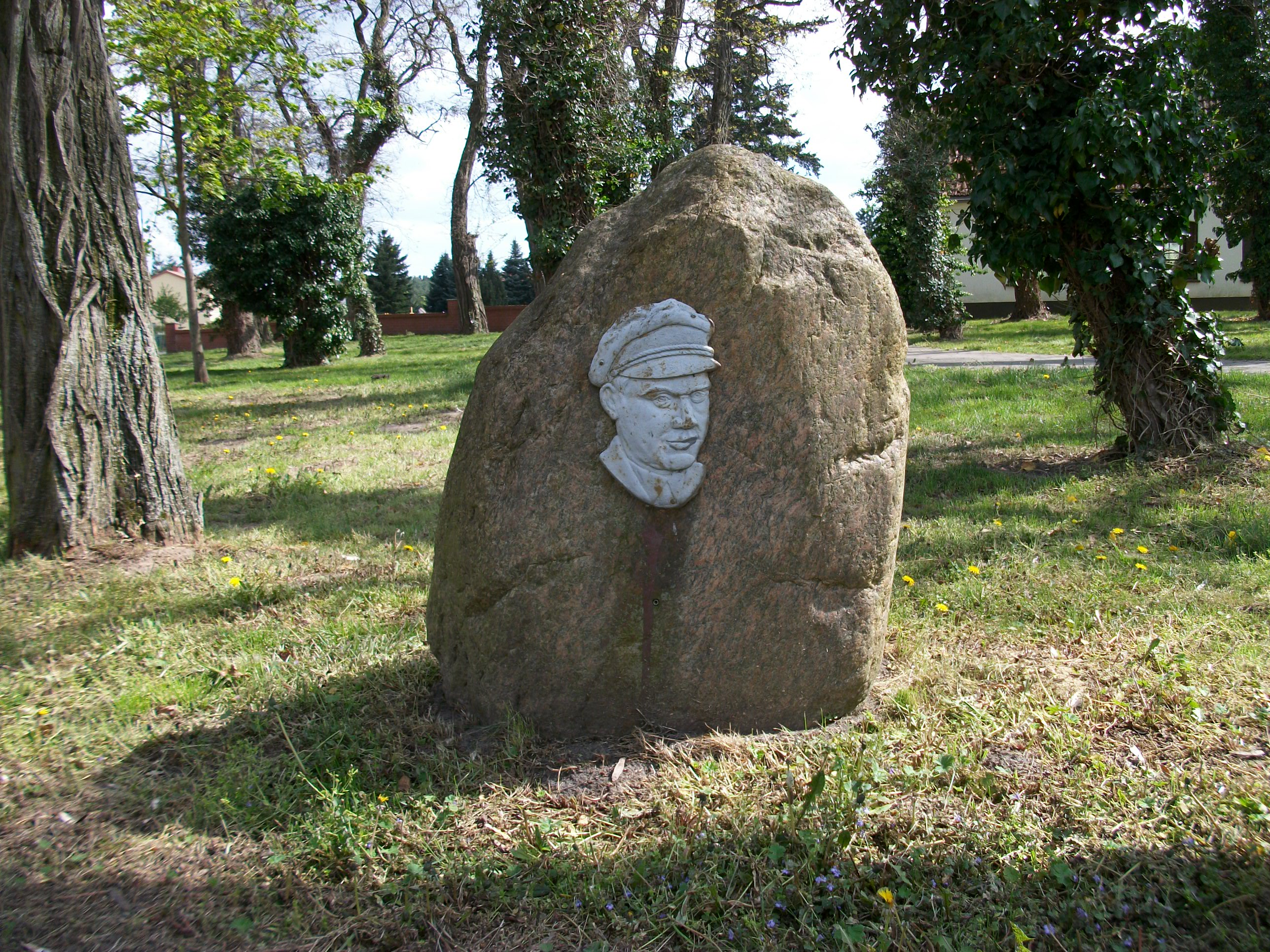
Prützke
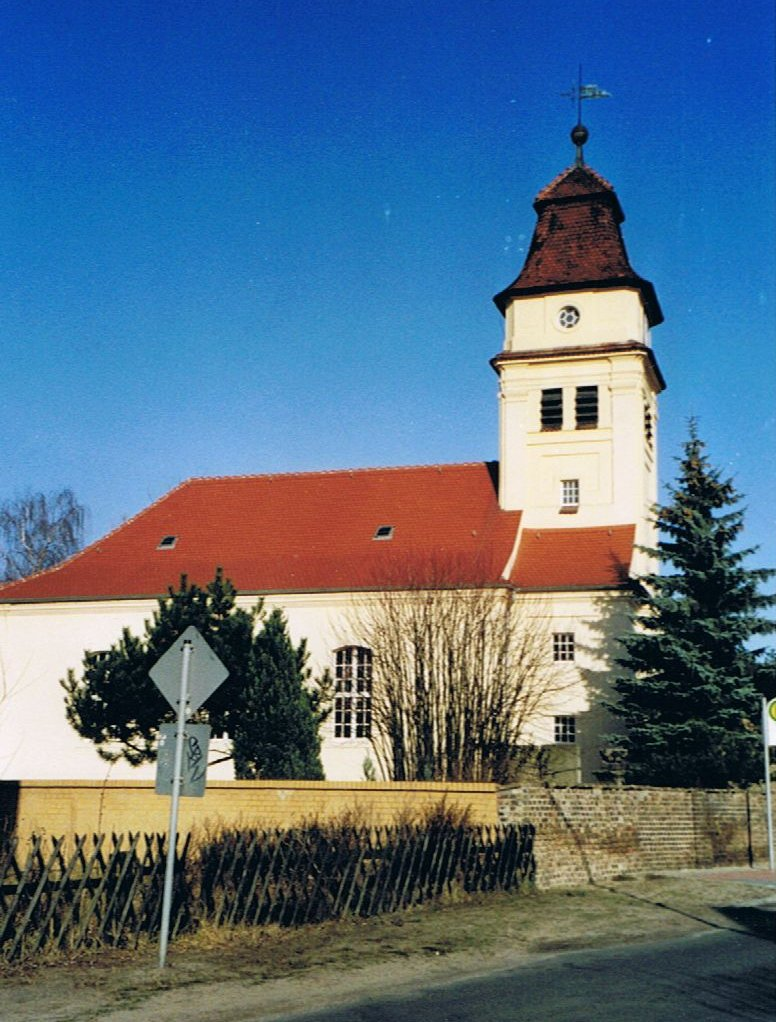
Rädel
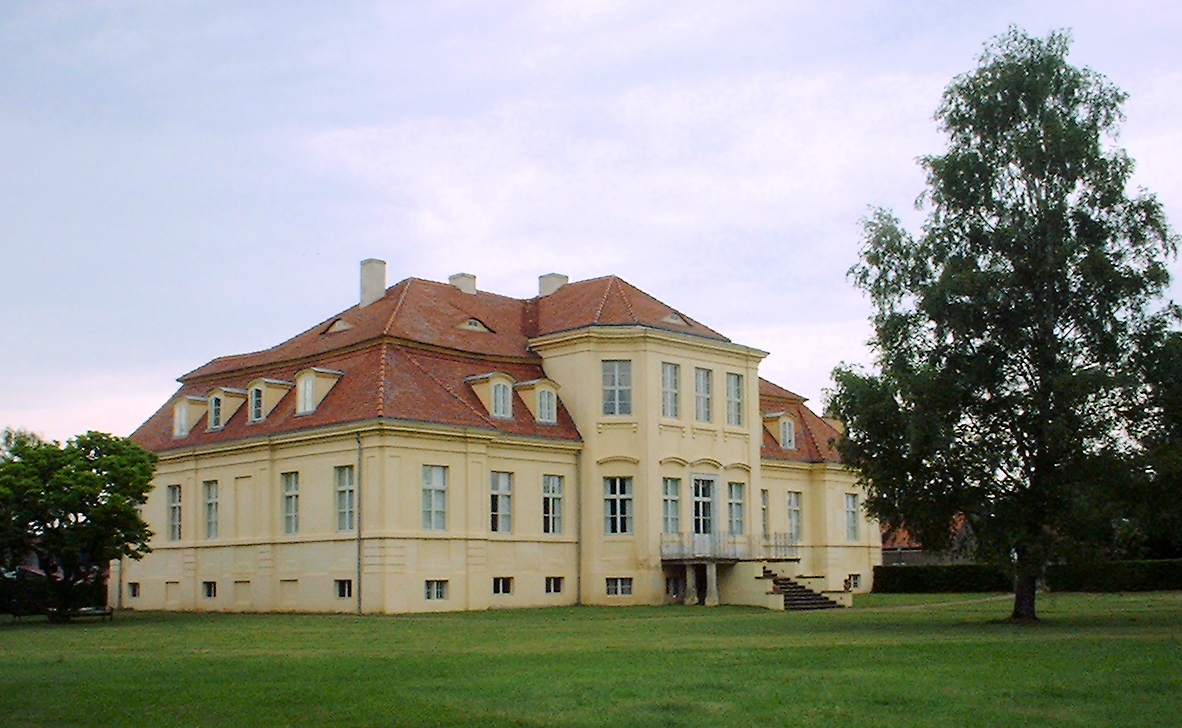
Reckahn kastély
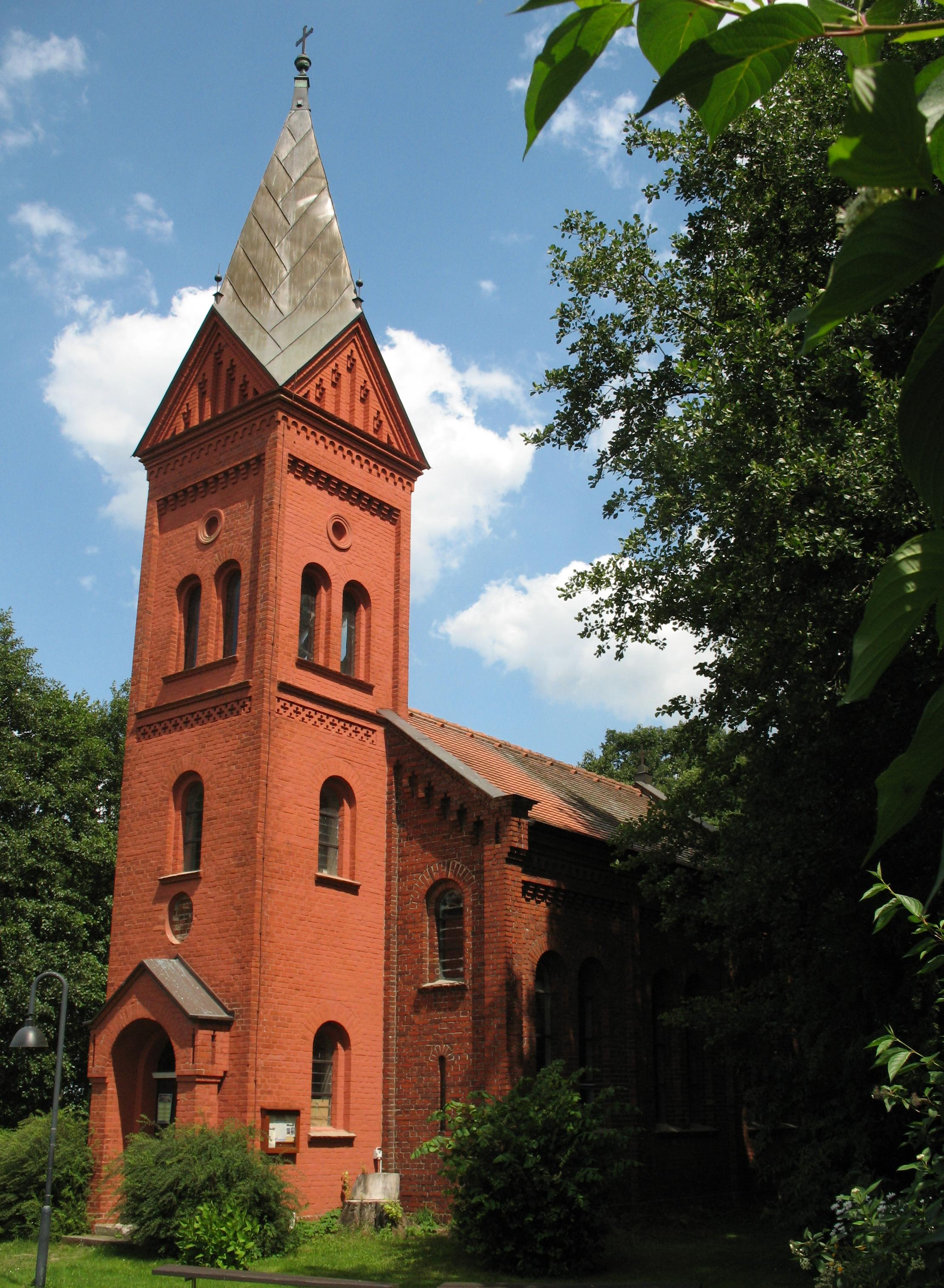
Meßdunk
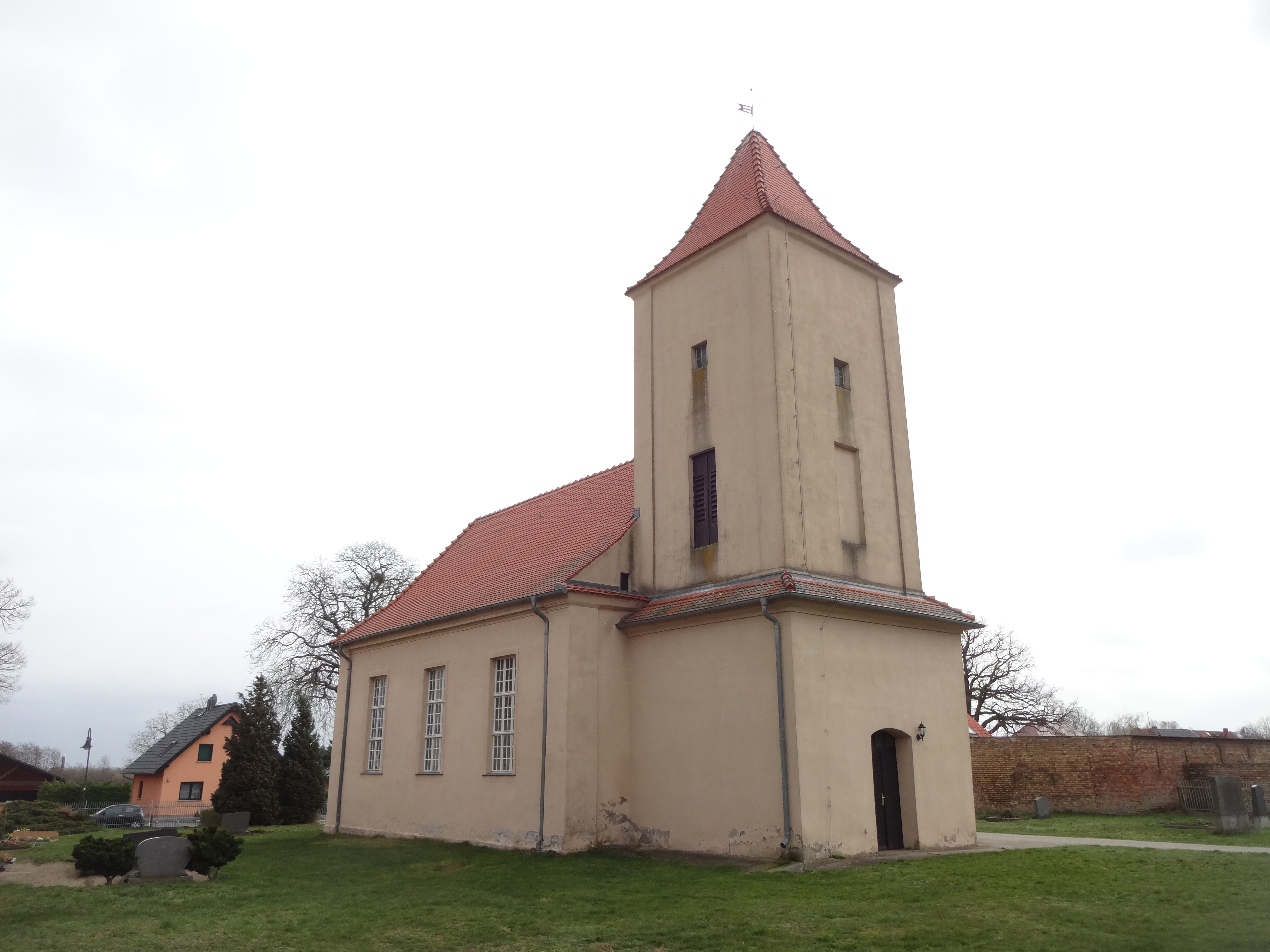
Rietz
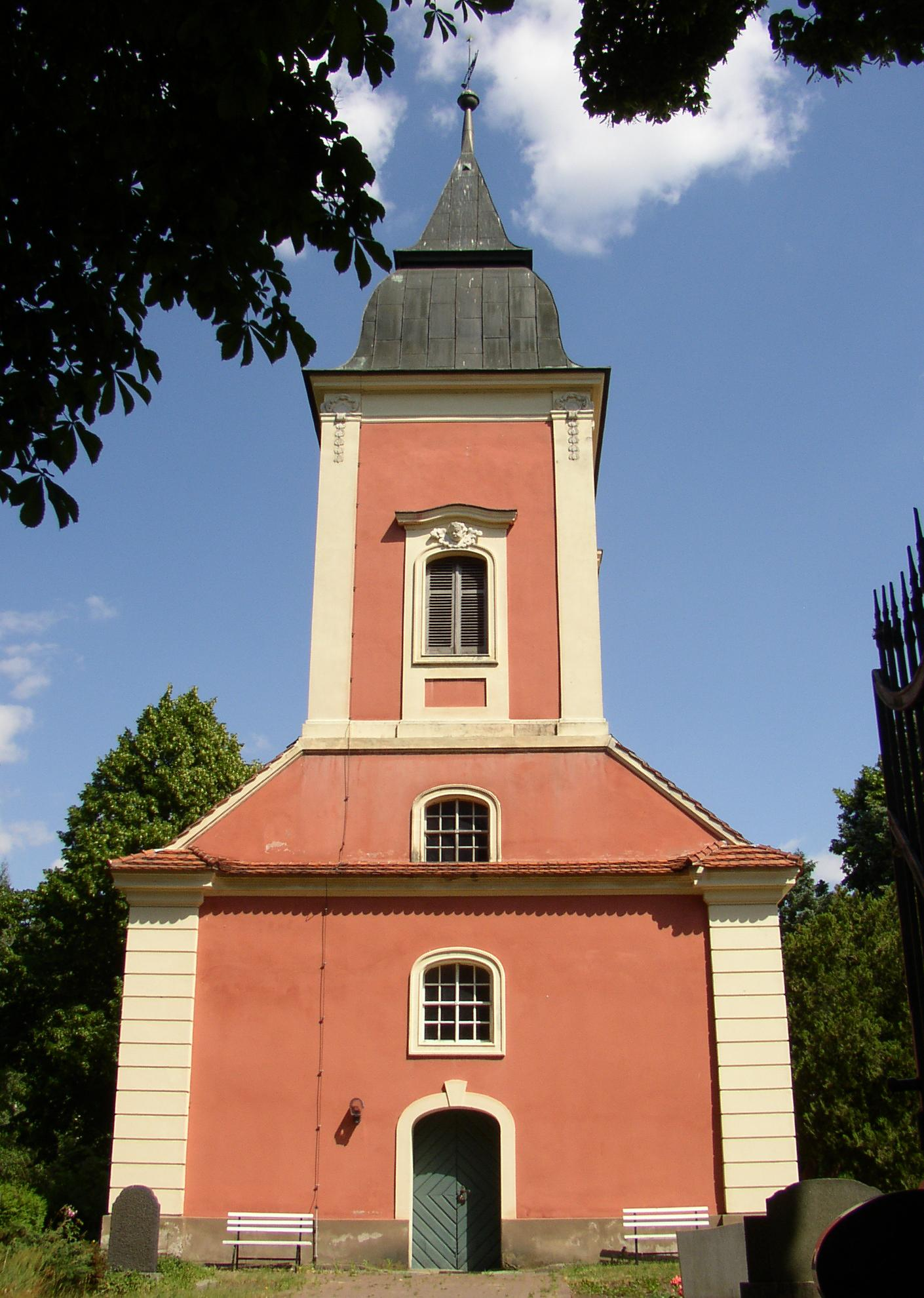
Trechwitz

## Népesség
A település népességének változása:
| Lakosok száma | 11 586 | 11 700 | 11 089 | 10 720 | 10 971 | 11 101 | 11 317 | 11 355 |
|               | 2000   | 2005   | 2010   | 2015   | 2020   | 2021   | 2022   | 2023   |